# Eyvind Bartels
Eyvind Bartels (født 13. januar 1916 i København, død 30. december 1987) var en dansk økonom og diplomat, der var Danmarks ambassadør i en række lande fra 1956 til 1975.

## Biografi
Han blev student i 1934 fra Herlufsholm og cand.polit. fra Københavns Universitet i 1941. Allerede året efter blev han ansat i Udenrigsministeriets økonomiske afdeling og underviste samtidig i nationaløkonomi på Københavns Universitet. Fra 1948 var han kontorchef i Udenrigsministeriets økonomisk-politiske afdeling VI og tog her del i de forhandlinger om udenrigsøkonomi, der pågik efter 2. verdenskrig. Allerede i 1950 rykkede han til Paris som fast delegeret ved OEEC og økonomisk rådgiver ved Danmarks ambassade. Han var samtidig med i en embedsmandsgruppe, der udformede Danmarks udenrigsøkonomiske politik.
I 1955 blev han udnævnt til generalkonsul i New York. Efter en kort afstikker som adminstrator for Suez Canal Users Association i efteråret 1956 vendte han tilbage til den danske udenrigstjeneste som ambassadør ved Danmarks faste delegation ved OEEC. Fra august 1960 blev han tillige Danmarks ambassadør i Paris, men blev i 1965 forflyttet til New Delhi. Herfra blev han i 1967 sendt til Cairo. Endelig afsluttede han sin diplomatiske karriere som ambassadør i Washington D.C. 1971-1975.
Eyvind Bartels ansås for at være en skarpsindig analytiker og en dygtig taktiker. Særligt som ambassadør i Paris udmærkede han sig ved at levere værdifulde informationer hjem til København.
Han blev ridder af Dannebrog i 1950, ridder af 1. grad i 1955 og kommandør i 1959.
Eyvind Bartels var far til Knud Bartels.